# جارویم را گردگیری خواهم کرد
جارویم را گردگیری خواهم کرد (به انگلیسی: Dust My Broom یا I Believe I'll Dust My Broom) ترانه‌ای در سبک بلوز از رابرت جانسون محصول ۱۹۳۶ است که در سال ۱۹۳۷ منتشر شد. این ترانه یک ترانه انفرادی به شیوه دلتا بلوز است که در آن جانسون به آوازخوانی و نواختن گیتار آکوستیک تک‌نفره می‌پردازد. همانند بسیاری از ترانه‌های او، این ترانه بر پایه ترانه‌های اولیه بلوز بنا شده است که قدیمی‌ترین آنها با نام «تغییری ایجاد خواهم کرد» (به انگلیسی: I Believe I'll Make a Change) است که اثری از برادران اسپارکز است که در سال ۱۹۳۲ توسط آنها ضبط شد. این ترانه از معروف‌ترین کارهای جانسون است و توسط بسیاری از خوانندگان دیگر هم بازخوانی شده است.